# A kanadai Sziklás-hegység nemzeti és tartományi parkjai
A kanadai Sziklás-hegység nemzeti és tartományi parkjai (angolul Canadian Rocky Mountain Parks, franciául Parcs des montagnes Rocheuses canadiennes) összefoglaló név alatt a világörökség listáján négy nemzeti park és három tartományi park szerepel.
Nemzeti parkok:
- Banff Nemzeti Park
- Jasper Nemzeti Park
- Kootenay Nemzeti Park
- Yoho Nemzeti Park

Brit Columbia tartományi parkjai:
- Hamber Tartományi Park
- Mount Assiniboine Tartományi Park
- Mount Robson Tartományi Park

Az első négyet 1985-ben, a továbbiakat 1990-ben nyilvánította az UNESCO a Világörökség részévé.

A kanadai Sziklás-hegység nemzeti és tartományi parkjai

A parkokban hegyeken, gleccsereken és geotermikusan aktív területeken kívül fontos észak-amerikai folyók forrásvidéke is található:
- Észak-Saskatchewan folyó
- Athabasca folyó
- Columbia folyó
- Fraser-folyó

A terület a természeti szépségeiről és a biológiai sokszínűségéről ismert. A Yoho Nemzeti Parkban található Burgess-pala világszerte ismert fosszília-lelőhely.
A fentiektől különálló (Waterton-Glacier Nemzetközi Békepark (angolul: Waterton Glacier International Peace Park) független színhelyként 1995 óta szintén a világörökség része. A kanadai Sziklás-hegység délkeleti részén, Alberta tartományban, az Egyesült Államokhatárán kialakított Waterton-tavak Nemzeti Parkot 1932-ben összekapcsolták a vele délről határos, Montana államban kialakított Glacier Nemzeti Parkkal, és így létrehozták a világ első úgynevezett békeparkját.